# لندپورت

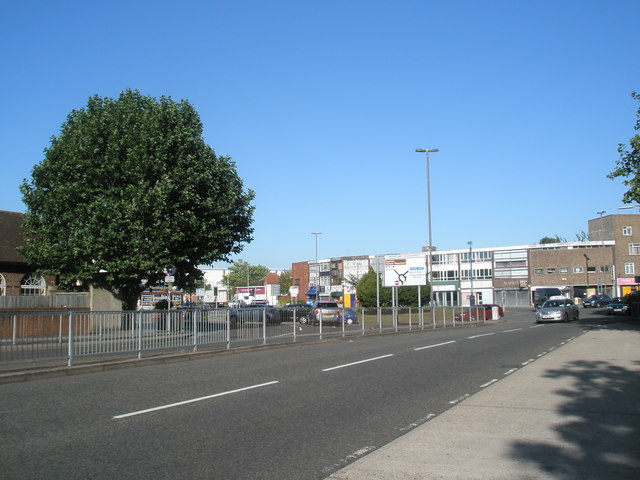
جاده بازرگانی پورتسموث

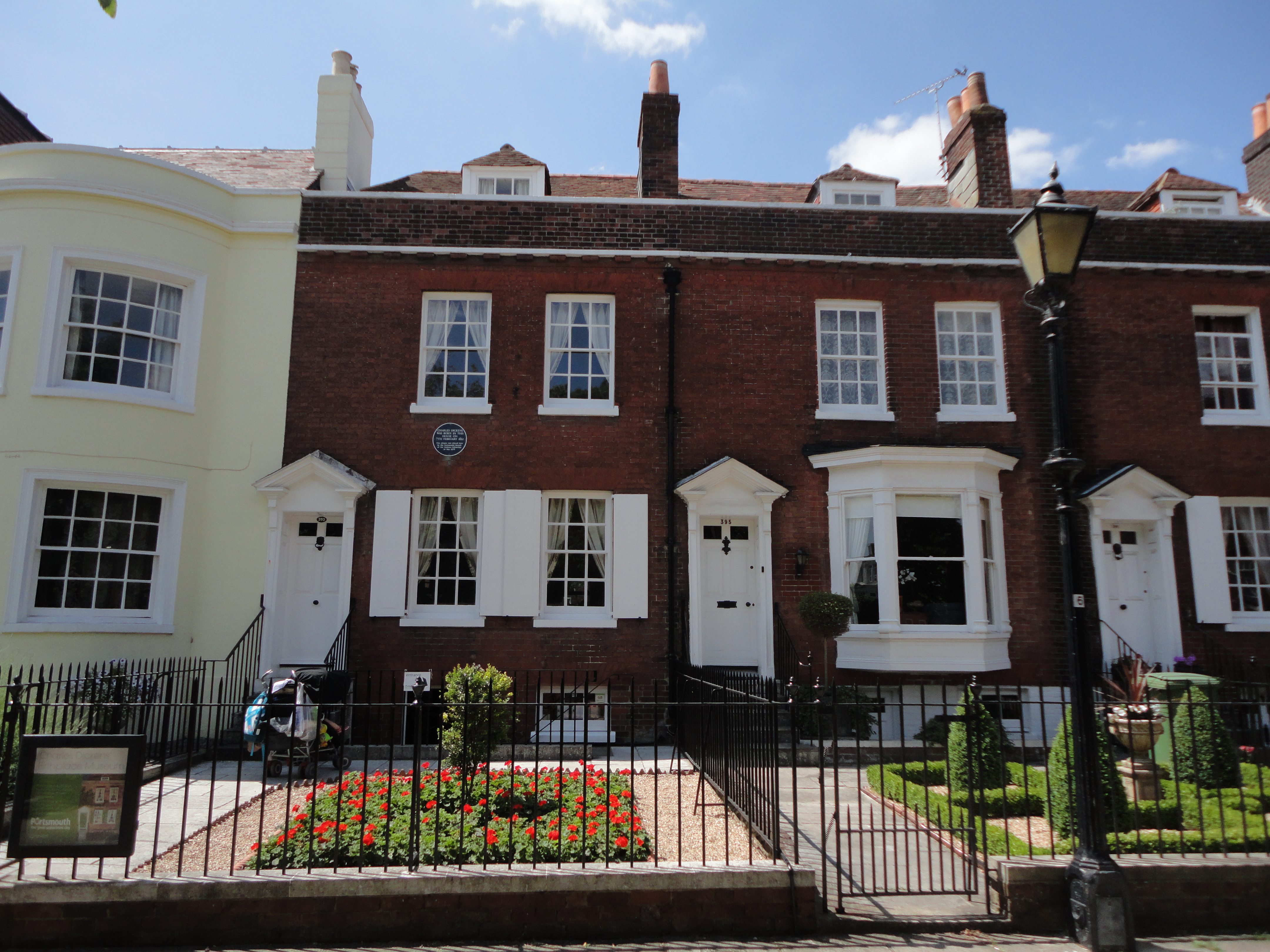
مکان تولد چالز دیکنز در پلاک ۳۹۳ خیابان بازرگانی یا تجاری

لندپورت (انگلیسی: Landport) ناحیه‌ای است در نزدیکی جزیره پورتسی و قسمتی از پورتسموث است. مغازه‌های آن مربوط به دوران جنگ جهانی دوم است. لندپورت شامل خیابان قدیمی تجاری، که محل تولد رمان‌نویس انگلیسی چارلز دیکنز بود، می‌باشد.